# Le Lorrain (Martinica)
Le Lorrain è un comune francese di 7.697 abitanti situato nel dipartimento d'oltremare della Martinica.